# Kirker i Haderslev Amt
Haderslev Amt var et amt før Kommunalreformen i 1970.
Haderslev Amt bestod af fem herreder

## Frøs
- Fole Kirke – (Gram Kommune)
- Gram Kirke – Gram Kommune
- Hjerting Kirke – (Rødding Kommune)
- Lintrup Kirke – Rødding Kommune
- Rødding Kirke – Rødding Kommune
- Skodborg Kirke – Rødding Kommune
- Skrave Kirke – Rødding Kommune
- Hygum Kirke – Rødding Kommune
- Øster Lindet Kirke – Rødding Kommune

## Gram
- Hammelev Kirke – (Vojens Kommune)
- Jegerup Kirke – (Vojens Kommune)
- Jels Kirke – (Rødding Kommune)
- Maugstrup Kirke – (Vojens Kommune)
- Nustrup Kirke – (Vojens Kommune)
- Oksenvad Kirke – (Vojens Kommune)
- Skrydstrup Kirke – (Vojens Kommune)
- Sommersted Kirke – (Vojens Kommune)
- Vedsted Kirke – (Vojens Kommune)
- Vojens Kirke – (Vojens Kommune)

## Haderslev
- Sankt Severin Kirke – Gammel Haderslev Sogn
- Grarup Kirke – (Haderslev Kommune)
- Haderslev Domkirke – Haderslev Vor Frue Domsogn
- Hertug Hans Hospitalskirke Haderslev Vor Frue Domsogn
- Halk Kirke – (Haderslev Kommune)
- Hoptrup Kirke – (Haderslev Kommune)
- Moltrup Kirke – (Haderslev Kommune)
- Sønder Starup Kirke – (Haderslev Kommune)
- Vilstrup Kirke – (Haderslev Kommune)
- Vonsbæk Kirke – (Haderslev Kommune)
- Øsby Kirke – (Haderslev Kommune)
- Årø Kirke i Øsby Sogn
- Åstrup Kirke – (Haderslev Kommune)

## Nørre Rangstrup
- Agerskov Kirke – (Nørre-Rangstrup Kommune)
- Bevtoft Kirke – Nørre-Rangstrup Kommune
- Branderup Kirke – Nørre-Rangstrup Kommune
- Tirslund Kirke – Nørre-Rangstrup Kommune
- Toftlund Kirke – Nørre-Rangstrup Kommune

## Sønder Tyrstrup
- Aller Kirke – Christiansfeld Kommune
- Bjerning Kirke – Christiansfeld Kommune
- Moltrup Kirke – Bjerning Sogn
- Fjelstrup Kirke – Christiansfeld Kommune
- Frørup Kirke – Kolding Kommune (tidligere Christiansfeld Kommune)
- Hjerndrup Kirke – Christiansfeld Kommune
- Stepping Kirke – Christiansfeld Kommune
- Tyrstrup Kirke – Christiansfeld Kommune